# Un eroe dei nostri tempi
Un eroe dei nostri tempi è un film commedia del 1955 diretto da Mario Monicelli.

## Trama

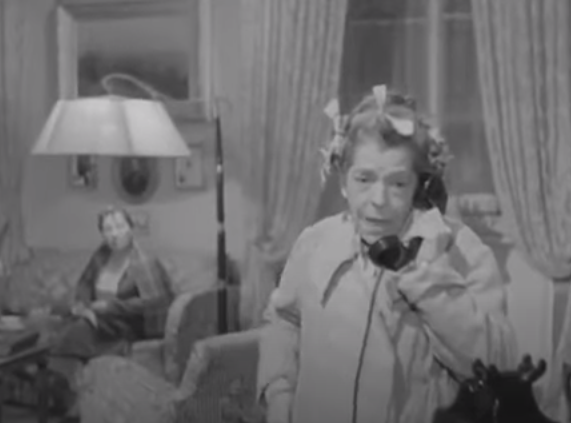
La vecchia domestica Clotilde, Tina Pica

Alberto Menichetti è un individuo molto particolare: per un verso, sbruffone, ambizioso e pronto ad ogni bassezza per farsi apprezzare dal direttore dell'ufficio in cui lavora; ma per un altro verso, si scopre pavido e ricco di complessi ed interrogativi. Vive con la vecchia zia ed una altrettanto anziana domestica, che lo hanno convinto che il suo obiettivo nella vita deve essere soltanto uno: tenersi il più possibile distante da problemi e pericoli. Questi però sono molto spesso il frutto paradossale delle sue paure: Alberto si caccia nei guai, proprio mentre cerca in modo maldestro di evitarli.
Ogni circostanza diventa così un potenziale tranello («Allora me volete incastrà!», ripete continuamente).
Nel cappellificio in cui lavora, c'è una dirigente vedova, che i colleghi sospettano di aver sparato al marito, da lei millantato ambasciatore, la quale ha un debole per Alberto, che però l'asseconda solo per interesse. E ancora: accanto alla sua casa lavora la parrucchiera Marcella, giovane e carina, con la quale però Alberto evita ogni rapporto compromettente perché minorenne. Quando poi però lei compie diciotto anni, non fa in tempo ad approcciarla che scopre di essere arrivato troppo tardi: lei aspetta un figlio da tal Fernando.

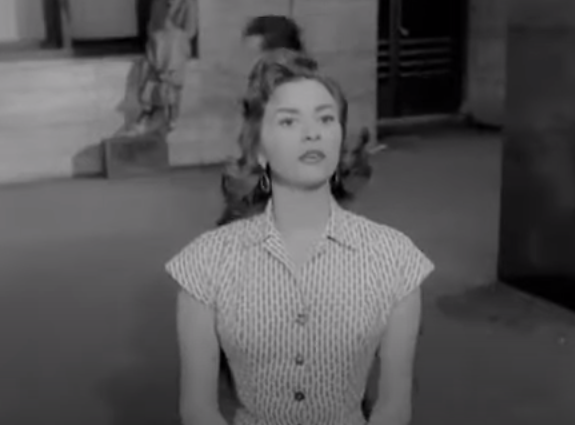
La giovane Giovanna Ralli

Altra circostanza: nella sua cantina la domestica rinviene della polvere esplosiva per razzi appartenente a suo zio anarchico: Alberto intende ovviamente disfarsene perché pericolosa, ma viene sorpreso dalla polizia che, da quel momento, lo controlla.
Una notte, al termine di un comizio elettorale, un attentato provoca il ferimento di alcune persone e l'ignaro Alberto, che dichiara di non essere né di destra né di sinistra ma neppure di centro, rimasto invischiato nella vicenda a causa delle sue stesse fissazioni, diventa il principale indiziato. Prima di essere scagionato pienamente, rivela tutta la sua meschinità accusando di ogni bassezza la vedova, che aveva testimoniato il falso pur di aiutarlo ancora.
Alla fine, l'unica soluzione, come gli suggerisce paternamente il commissario, è cambiare approccio e vivere anche incautamente come fa chi è giovane come lui. Alberto è d'accordo ma vuole anche essere protetto da ogni rischio: arruolarsi nella Celere potrebbe essere la soluzione. Sarà davvero così? «Ci sarà pericolo?», è il suo interrogativo sul quale si chiude il film, mentre si allontana su una loro camionetta.

## Produzione

### Riprese
Le riprese del film, svolte tra giugno e il luglio del 1955, vennero interamente ambientate a Roma, in location come la Pontificia Università Gregoriana, il rione di Trastevere e il quartiere Parioli.

## Distribuzione
Il film venne distribuito nelle sale cinematografiche italiane dal 15 settembre 1955, in Portogallo dal 1º agosto 1957; in Giappone solo il 28 novembre 2001, mentre in Francia esattamente 60 anni dopo l'uscita in Italia, il 26 agosto 2015.

## Accoglienza

### Critica
(Ugo Casiraghi, per l'Unità, recensione dell'8 ottobre 1955)
Il film è stato poi selezionato tra i 100 film italiani da salvare.

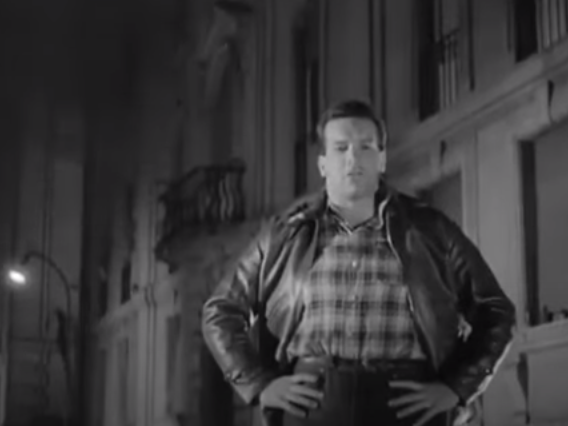
Il giovanissimo Carlo Pedersoli, Bud Spencer, il fidanzato di Giovanna Ralli

## Curiosità
- Nel film è presente un giovanissimo Carlo Pedersoli, il futuro celeberrimo Bud Spencer, nel ruolo di Fernando, il fidanzato manesco di Marcella, che recita con la propria voce in romanesco.[6]